# Gerardus Lucas Bots
Gerardus Lucas Bots (Borkel, 27 december 1859 - Bergen op Zoom, 16 april 1941) was organist en componist. Hij voerde vanaf 1907 tevens een winkel in piano’s en orgels voor kerk-, kapel- en kamergebruik.
Zijn muziekopleiding kreeg hij van zijn vader, van Adrianus Lambertus Dobbelsteen uit Heeswijk en van Hein van der Zande in Eindhoven. Op latere leeftijd (1896-1898) heeft hij zijn muziekopleiding afgerond op de stedelijke muziekacademie (opgericht 1870) in Kortrijk (België). Hij werd vanaf 1898 organist van de Onze Lieve Vrouwekerk in Bergen op Zoom. In die hoedanigheid begeleidde hij tevens het koor van die kerk. Daarnaast was hij lid van de Commissie tot keuring van kerkelijk muzikale composities (1905-1927). 
Zelf schreef hij een aantal stukken:
- Missa brevis, voor alt, tenor, bas met orgel of harmonium
- Missa pro defunctis (F majeur)
- Requiem voor cantus, tenor en bas met orgel
- Missa in honorem sacratissimi cordis Jesu
- Twaalf lofgezangen voor plechtige feesten ter eere van het Allerheiligst Sacrament en van de Heilige Maagd, voor vier tot zeven stemmen binnen gemengd koor,
- Twaalf preludes voor harmonium (opus 21)
- Gij vroeg tan ‘k gaf mijn hart O, Heer, een communieliedje voor zangstem en piano
- 24 Imitationes pro organo (20 fugettes, 2 impromtu fuga’s, 1 interludium en 1 postludium)
- O sacrum convivium, zevenstemmig (1899)

Van zijn hand verscheen tevens De Gregoriaanse organist, korte handleiding ter begeleiding van den Gregoriaanschen zang  (1891, uitgeverij Weduwe J.R. van Rossum)

## Achtergrond
Hij werd geboren binnen het gezin van winkelier Adriaan Bots en Hendrika Dobbelsteen. Broer Johannes Bots (1858-1924) was meer dan vijftig jaar organist te Geldrop en Gemert en schreef een Mis, een Cecilia-cantate en Gelegenheidsliedje voor vaders of moeders verjaardag. Hij was tevens gemeenteontvanger. Gerardus Lucas zelf was getrouwd met Therese Kreuz.